# Калугин, Александр Михайлович (артиллерист)
Александр Михайлович Калугин (1912—1986) — старшина Рабоче-крестьянской Красной Армии, участник Великой Отечественной войны, Герой Советского Союза (1944).

## Биография
Родился 22 августа 1912 года в деревне Комары (ныне — Оханский район Пермского края). Получил начальное образование, после чего работал упаковщиком на фабрике «Гознак» в городе Краснокамске. В 1934—1936 годах проходил службу в Рабоче-крестьянской Красной Армии. В июле 1942 года повторно был призван в армию. С июля 1943 года — на фронтах Великой Отечественной войны. Принимал участие в боях на Воронежском и 1-м Украинском фронтах. Участвовал в битве на Курской дуге и освобождении Украинской ССР. К сентябрю 1943 года красноармеец Александр Калугин был наводчиком орудия 214-го артиллерийского полка 38-й стрелковой дивизии 40-й армии Воронежского фронта. Отличился во время битвы за Днепр.
В ночь с 26 на 27 сентября 1943 года вместе со своим расчётом переправился через Днепр. Во время переправы лодка, на которой находился расчёт, была пробита, он заткнул подручными средствами пробоину и сумел довести лодку до западного берега. 29 сентября у села Григоровка Каневского района Черкасской области Украинской ССР участвовал в отражении немецких контратак. В тех боях он уничтожил 3 пулемёта, 5 миномётов, 2 танка и большое количество солдат и офицеров противника. Когда из строя выбыли командир и заряжающий, продолжал сражаться в одиночку.
Указом Президиума Верховного Совета СССР «О присвоении звания Героя Советского Союза генералам, офицерскому, сержантскому и рядовому составу Красной Армии» от 10 января 1944 года за «образцовое выполнение боевых заданий командования на фронте борьбы с немецко-фашистскими захватчиками и проявленные при этом отвагу и геройство» был удостоен высокого звания Героя Советского Союза с вручением ордена Ленина и медали «Золотая Звезда» за номером 4248.
После окончания войны был демобилизован. Вернулся в Краснокамск, продолжал работать на «Гознаке». Умер в 1986 году.
Был также награждён орденами Отечественной войны 1-й степени, Красной Звезды, Славы 3-й степени, рядом медалей.